# Николаос Трикупис
непознато

Николаос Трикупис (грч. Νικόλαος Τρικούπης) је био грчки стрелац који је учествовао на Олимпијским играма 1896. у Атини.
Најбољи резултат Трикупис је постигао у такмичењу гађања из војничке пушке на удаљености 200 метара, где је заузео треће место резултатом 1,713 кругова. Бољи резултат од њега су остварили његови земљаци, Пантелис Карасевдас, који је победио резултатом од 2.350 кругова и Павлос Павлидис, који је остварио резултат од 1.978 кругова и освојио друго место. Из 40 покушаја, Трикупис је 34 пута успео да погоди мету.
Такмичио се и у дисциплини пушка слободног избора, али његов резултат и пласман нису забележени. Познато је само да се пласирао између шестог и осамнестог места.